# Església nova de Santa Maria d'Aguilar
L'església nova de Santa Maria d'Aguilar és un monument que forma part de l'Inventari del Patrimoni Arquitectònic Català del municipi de Montmajor (Berguedà). Es troba però, més a prop de la vila de Cardona (Bages). És una església sufragània de Sant Andreu de Gargallà.

## Descripció
Santa Maria del Sunyer d'Aguilar és una església d'una sola nau amb un petit transsepte marcat i amb el campanar adossat a llevant de planta quadrada i cobert a quatre vessants. Una sagristia de planta quadrada s'aixeca a tramuntana. L'església està coberta a doble vessant i la façana presenta un òcul de petites dimensions i una porta amb dentell. L'aparell és força irregular. L'obra és senzilla i sense cap element a ressaltar.

## Notícies històriques
L'església és la nova construcció religiosa alçada prop de la masia del Sunyer d'Aguilar a finals del segle xviii i consolidada l'any 1833, segons esmenta la llinda de la porta d'entrada. És l'església de la casa i substitueix l'antiga església romànica de Santa Maria d'Aguilar, totalment enrunada i a pocs metres de distància (just al costat de les restes de l'antic castell d'Aguilar o Podio Aquilare.
L'església fou alçada en un moment de gran prosperitat per la casa pairal del Sunyer d'Aguilar, s'abandonà l'antiga casa, veïna a l'esmentada església i es construí també la nova i elegant masia.